# Calle Iparraguirre
La calle Iparraguirre es una calle ubicada en el centro de la villa de Bilbao. Se inicia en el Museo Guggenheim Bilbao y finaliza en la calle Labayru.

## Edificios y esculturas de interés

### Edificios
Diversos edificios reseñables rodean la Calle Iparraguirre:
- Museo Guggenheim Bilbao.
- Iglesia de San José de la Montaña.
- Palacio Chávarri.
- Edificio La Aurora.
- Casas de Ramón de la Sota.
- Plaza Bizkaia.
- Azkuna Zentroa.

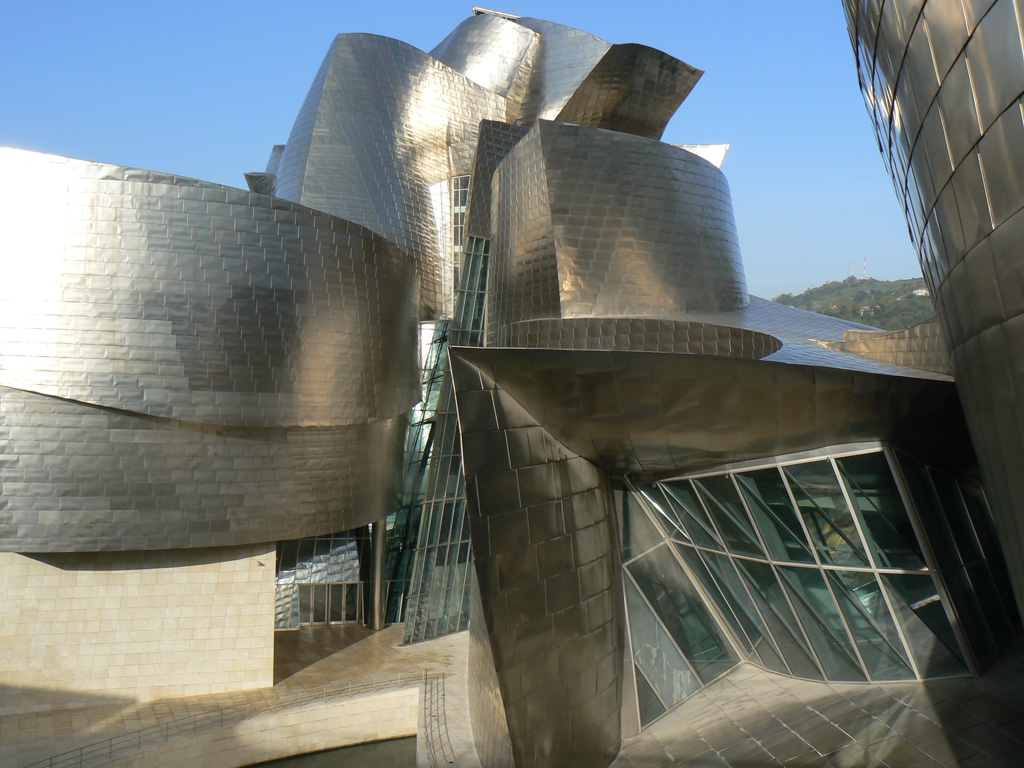
Museo Guggenheim Bilbao
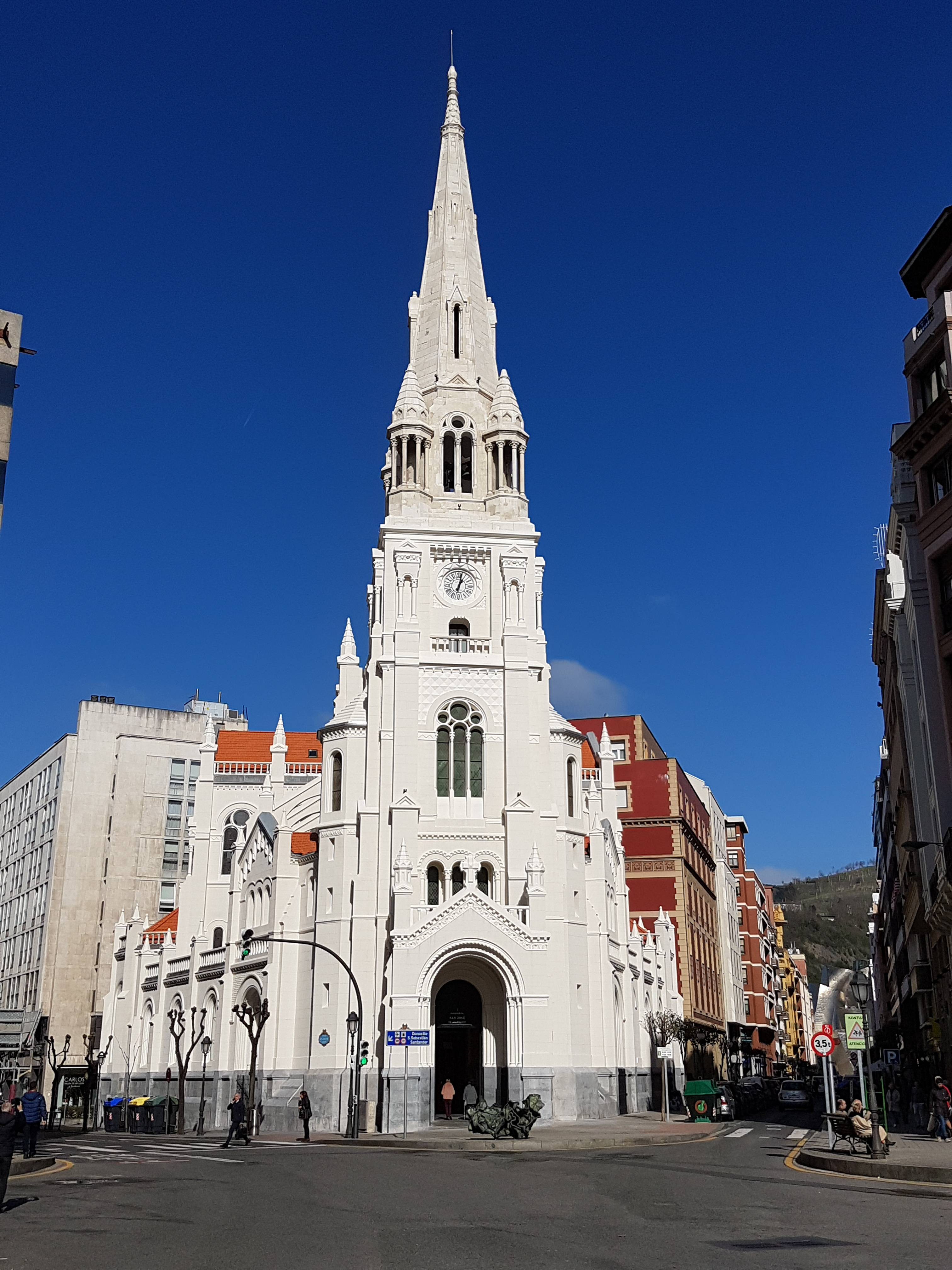
Iglesia de San José de la Montaña
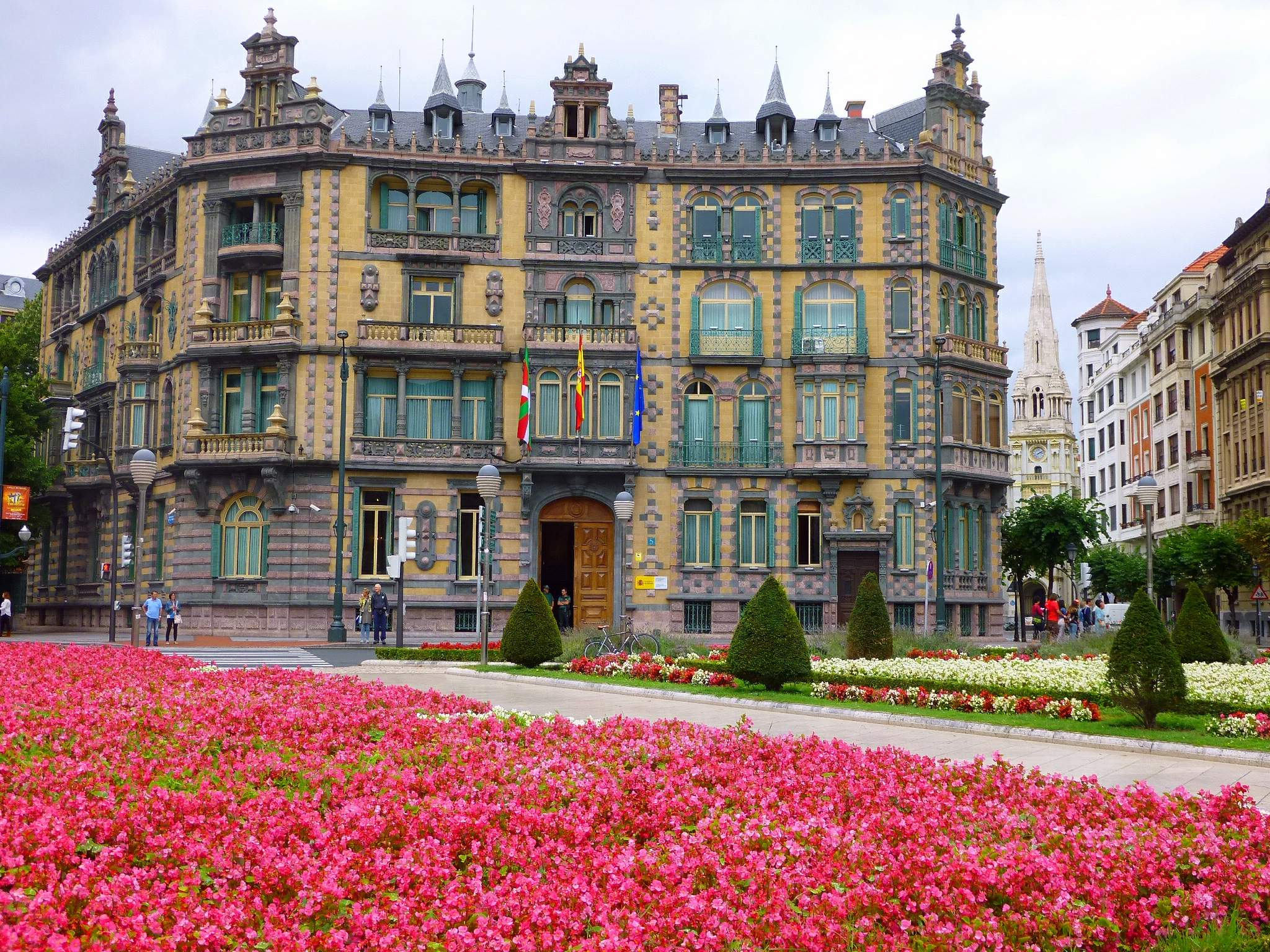
Palacio Chávarri
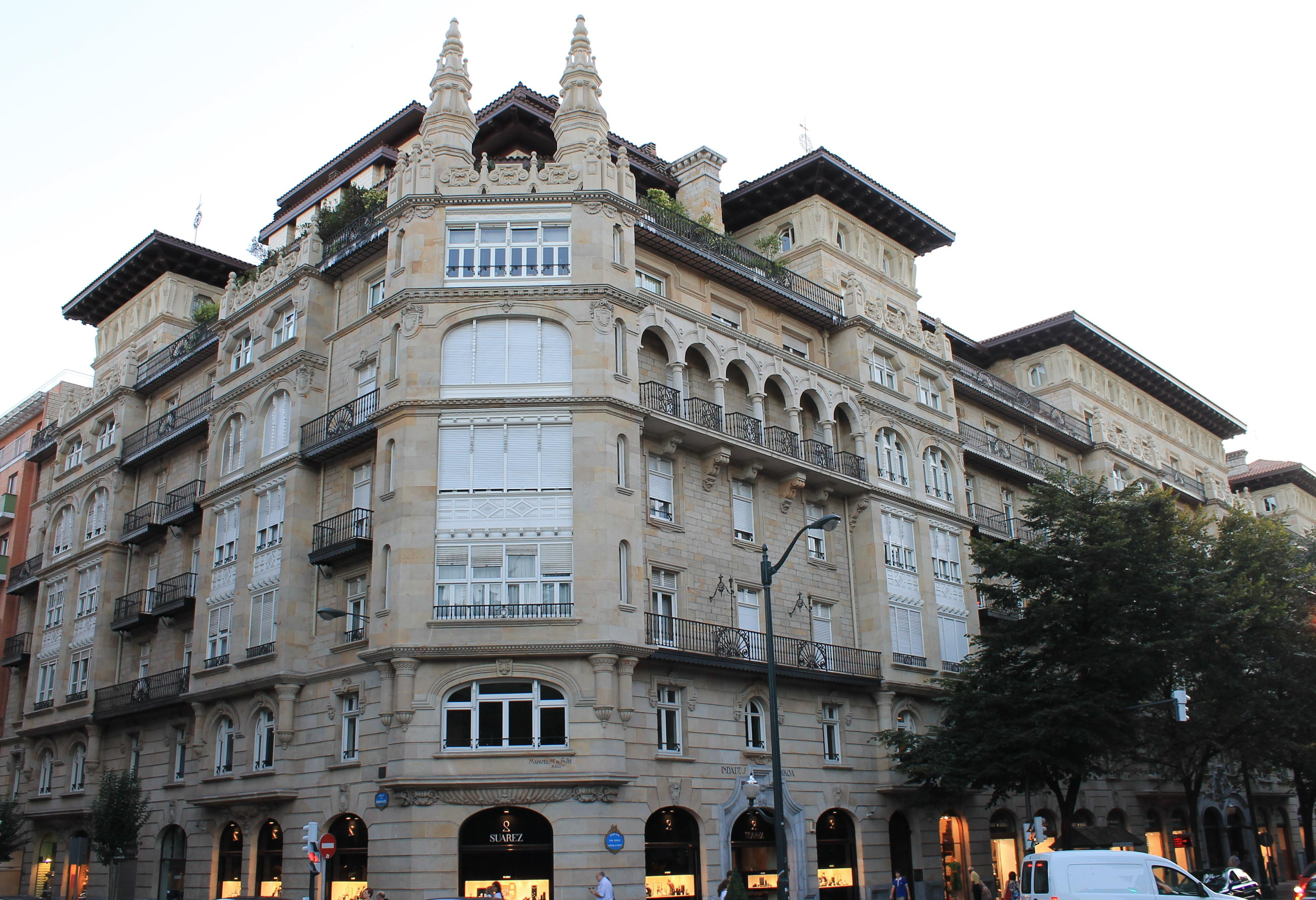
Casas de Ramón de la Sota
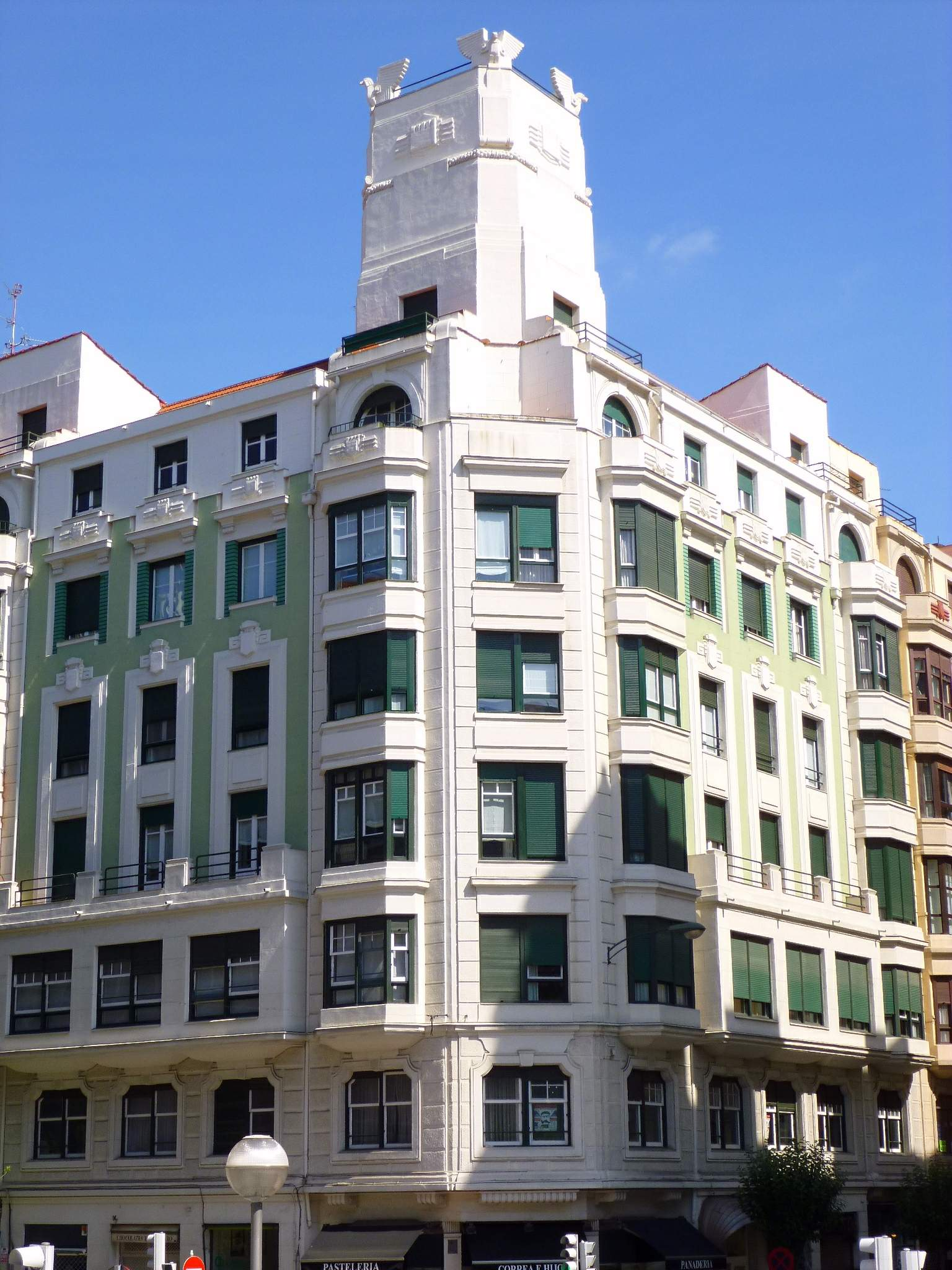
Edificio de estilo art déco en la esquina de las calles Iparraguirre y Licenciado Poza.
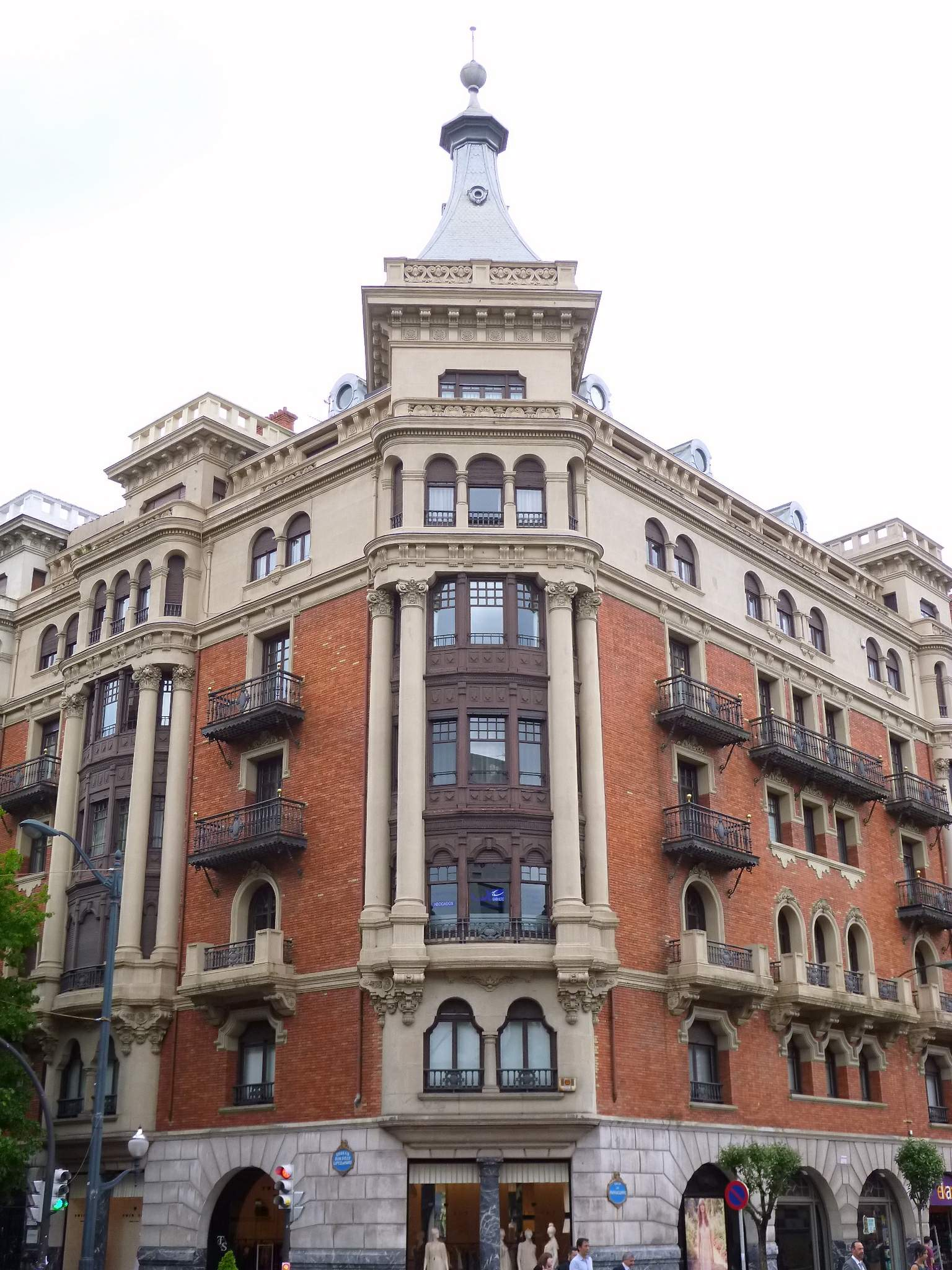
Edificio esquinero en Gran Vía 42 y Calle Iparragirre 28

### Escultura
- Esculturas de Vicente Larrea en la confluencia de la calle Iparraguirre con las calles Colón de Larreátegui y Elcano.

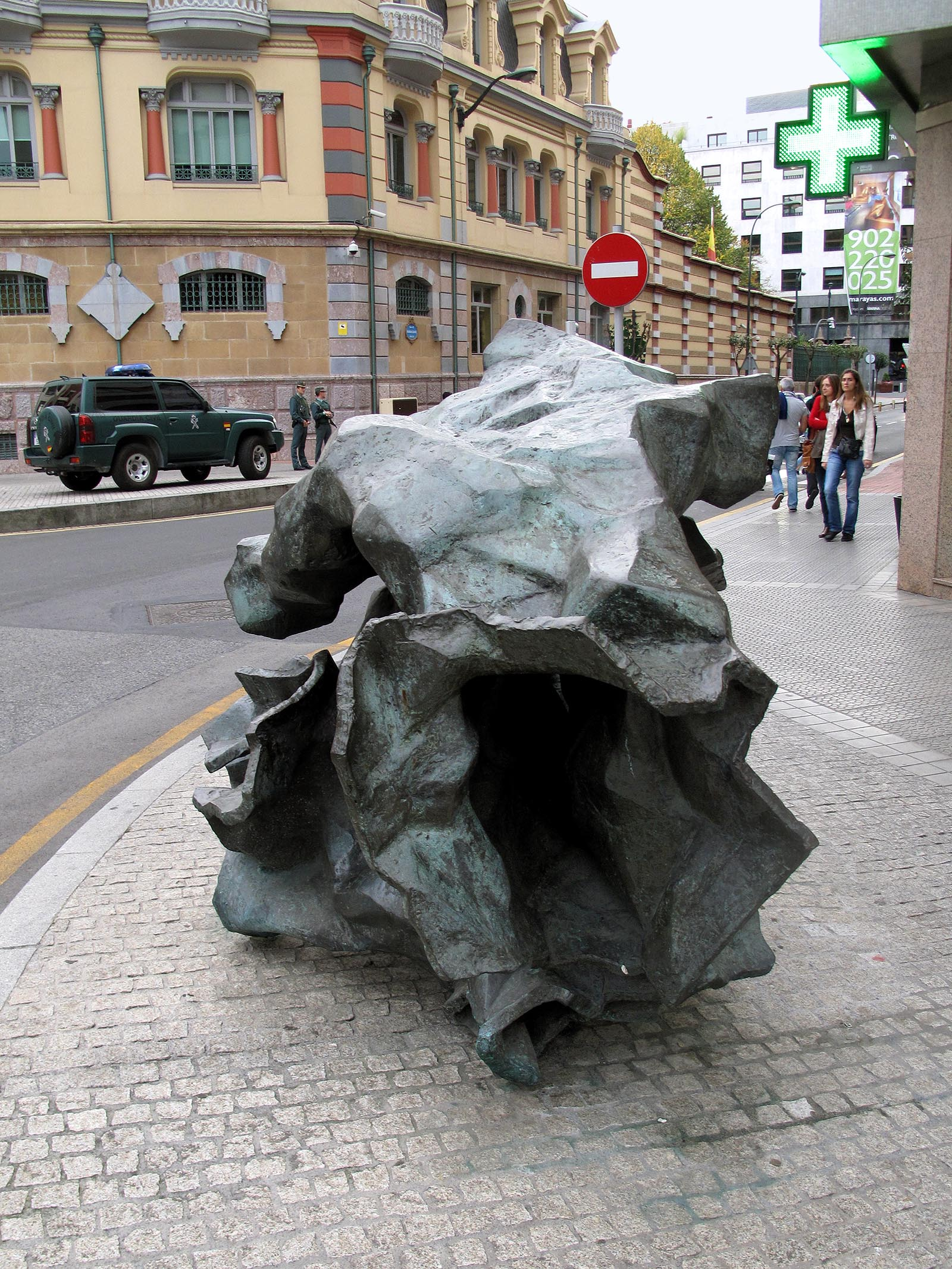
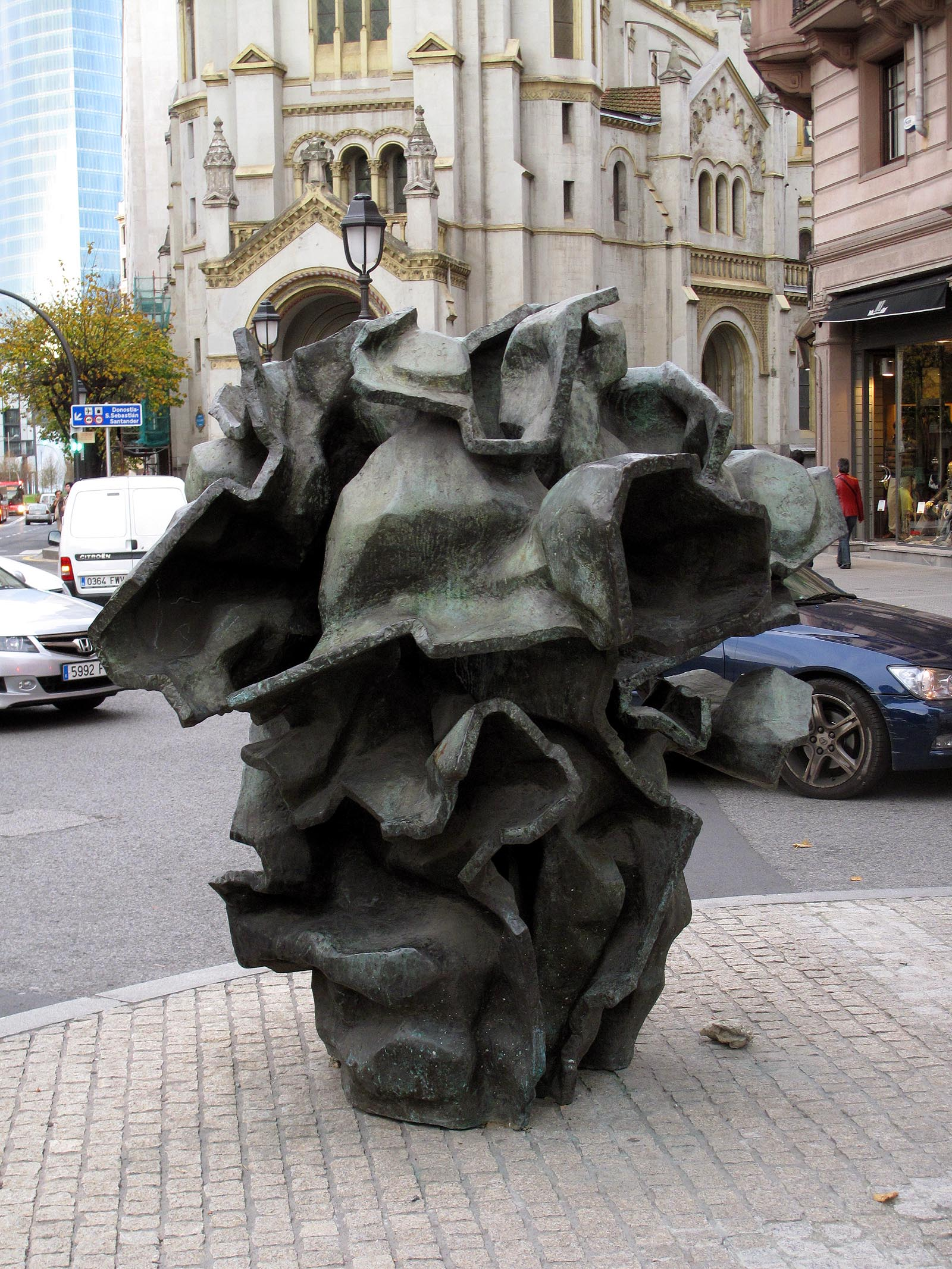

## Peatonalización

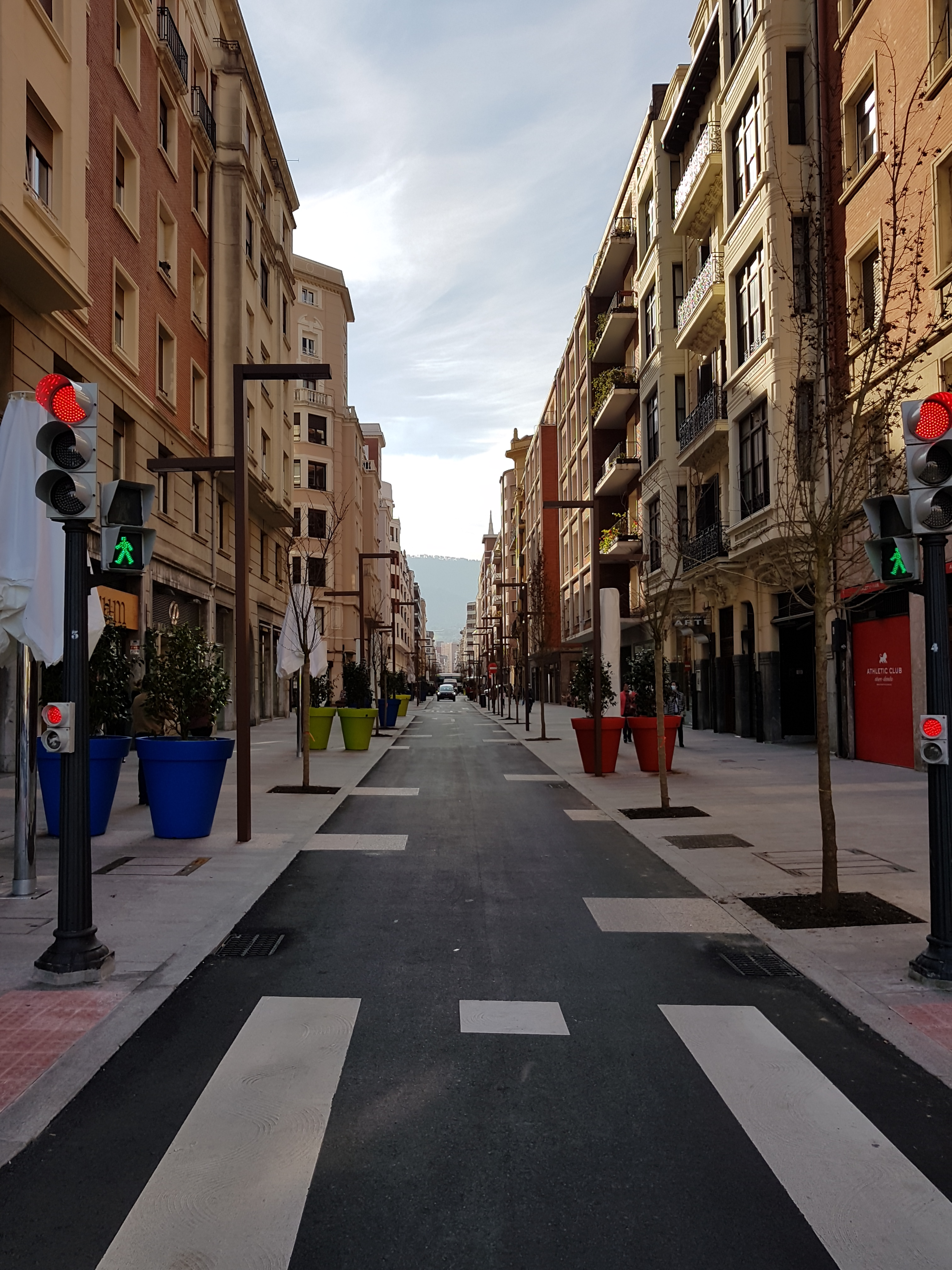
Calle Iparraguirre con la remodelación finalizada.

El 10 de noviembre de 2015, el Ayuntamiento de Bilbao anunció la peatonalización parcial de la calle Iparraguirre, concretamente el tramo desde el Guggenheim hasta la plaza San José. En el estudio del proyecto se fijó la fecha de 2017 para el inicio de las obras e incluso hubo planteada una segunda fase hasta el Azkuna Zentroa.
El 28 de julio de 2017, se confirmó que la peatonalización de Iparraguirre comenzaría a finales de año, adelantándose que no habría más terrazas ni más metros de veladores y que sería diferente por tramos. El modelo sería más parecido a la calle Ercilla que a Ledesma.
El 11 de diciembre de 2018, se informó que el Ayuntamiento de Bilbao iniciaría en el mes de abril de 2019 la primera fase del proyecto de reurbanización de la calle Iparraguirre, entre el Museo Guggenheim y la Plaza San José, con una inversión de 1,8 millones de euros y un plazo de ejecución de 12 meses. Tras una polémica vinculada a la seguridad del cableado de luces integrado en el proyecto original, el ayuntamiento decidió excluirlo.
El 11 de julio de 2019, la junta de gobierno de Bilbao aprobó finalmente la licitación de las obras entre el Guggenheim y la plaza San José con la idea de continuar en el futuro hasta Azkuna Zentroa. Los trabajos comenzarían a primeros de 2020 con un plazo de ejecución de 11 meses. Los presupuestos del Ayuntamiento de Bilbao para dicho año reservaron una partida que ascendía a 2.881.550 euros.
El 7 de febrero de 2020, con casi un año de retraso, el Ayuntamiento adjudicó finalmente las obras para convertir la calle en un bulevar de un solo carril entre el Guggenheim y el Azkuna Zentroa. Tras el concurso público en agosto, se concedió la primera fase de las tareas (entre el museo y la iglesia de San José de la Montaña) a la empresa Construcciones Fhimasa, por un importe total de 1,7 millones de euros y un plazo de ejecución de 11 meses. Las obras dieron inicio el 10 de marzo de 2020, concluyendo a finales de noviembre.
Los cambios efectuados son los siguientes: reforma de las aceras pasando de tener 3,5 a 5,5 metros de anchura, pavimentándose en granito y compartiendo la misma cota que la calzada, que mantuvo el carril de sentido único; nuevas farolas de las que se excluyó una catenaria en zig-zag, en la que se suspenderían luminarias lineales tipo led; del nuevo mobiliario urbano destacan vinculadas a las terrazas las sombrillas con tela de color claro, nuevos bancos de madera y jardineras con forma de maceta de gran tamaño y diferentes colores; el arbolado fue sustituido por cerezos japoneses, característicos por su especial floración, sin gran altura y copa para no restar luminosidad a la calle, alternándose con otras especies de colores más verdes y neutros.
El 3 de octubre de 2023, el Ayuntamiento de Bilbao inauguró la instalación lumínica de Olafur Eliasson, siete elementos lumínicos de acero y vidrio con forma de rombo colocados a lo largo de la calle Iparraguirre, entre la iglesia San José y el Museo Guggenheim de Bilbao, que invitan a observar las entrañas de la tierra.